# Indiah-Paige Riley
Indiah-Paige Janita Riley (* 20. Dezember 2001 in Auckland) ist eine neuseeländische Fußballspielerin die aber auch die australische Staatsbürgerschaft innehat.

## Karriere

### Klub
Da sie im Alter von zwölf Jahren bereits nach Australien zog, verbrachte sie hier bei den jeweiligen Klubs auch ihre Jugend. So spielte sie von 2015 bis 2016 bei Moreton Bay United. Im Jahr 2018 schloss sie sich nun als ihre erste Station im Erwachsenenbereich Brisbane Roar an. In den folgenden Jahren kam sie dann auch zu einigen Einsätzen. Am 3. August 2020 wurde dann ihr Wechsel nach Dänemark zu Fortuna Hjørring verkündet. Dort war sie dann über die nächsten knapp drei Jahre auch stetig im Einsatz. Im Januar 2023 kehrte sie schließlich zu Brisbane Roar zurück, wo sie einen Vertrag bis zum Ende der Saison 2022/23 unterschrieb.

### Nationalmannschaft
Durch ihre doppelte Staatsbürgerschaft lief sie erst vereinzelt in der U17 und der U20 für Australien auf. Selbst für die australische A-Nationalmannschaft machte sie am 10. April 2021 einen Einsatz bei der 2:5-Freundschaftsspielniederlage gegen Deutschland, wo sie zur 76. Minute für Caitlin Foord eingewechselt wurde.
Danach wandte sie sich aber dem neuseeländischen Verband zu und kam hier bei einem 1:0-Freundschaftsspielsieg über am 3. September 2022 gegen Mexiko erstmals zum Einsatz, wobei sie hier sogar auch gleich in der Startelf stand.
Am 30. Juni wurde sie für den Kader der Mannschaft bei der Weltmeisterschaft 2023 nominiert, kam in jedem der drei Spiele ihres Teams zum Einsatz und schied mit ihrer Mannschaft nach der Vorrunde aus.